# 二神島
二神島（ふたがみじま）とは、瀬戸内海の中部に位置する忽那諸島に属する島。島嶼群では南西に位置する。行政区画は愛媛県松山市に属する。（旧　温泉郡中島町）

## 地理
忽那諸島の中では南西、怒和島から二子瀬戸を挟んだ約2.9kmの沖合に位置し、南には伊予灘が広がる。属島として、島の南部または南東部に由利島（古くは油利とも書いた）、横島、中島、小市島（おいちじま）、鴨背島（古くは鴨島ともいわれた）が、北側に二子島（上二子島と下二子島とがある）がある。これらはいずれも無人島である。由利島は属島とはいえ、約7.8kmも離れている。
小さい島であるが、東西に細長い形をしており、島の南側は切り立った崖が続く。
- 周囲 10 km
- 面積 2.15 km2

### 島名の由来
中世に活躍した二神氏にちなむ。

## 歴史
- かつては島に松が多く、松島と呼ばれていたが、中世には既に二神島と呼ばれていた。[1]
- 平安時代末期には既に人手による開発が行われていたものとみられる。[1]
- 中世期には二神氏が本島を拠点に忽那諸島を支配した。臣従していた河野氏が滅び近世になると庄官と称し、庄屋役へ転換した[2]。神奈川大学の萬井良大によるとこの二神氏は「二神某ノ口上書や豊田藤原氏子孫系図次第などにより、長門豊田氏が二神島に移って来て、二神氏を名乗ったことにより始まったと考えられてきた。しかし実際には長門豊田氏が忽那諸島で活動する以前より、二神島には二神氏がいたと思われる。そして確認できるだけでも黒子二神家・多口井二神家・豊田二神家・吉金（新田）二神家と、さまざまな家に相伝されつつも、二神家としての連続性を中世を通じて保ってきた。」[3]と、黒子、多口井、豊田、吉金など様々な系統が存在していたことが示唆されている。それらの家の家名は現在も本島に残されている。婚姻関係などを通じて下野国黒子氏の流入に伴って生じた「二神氏」が続いてきたものである[4]。
- 室町時代から江戸期にかけての文書『二神文書』が残っている。

藩政期
伊予松山藩に属した。
- 寛文9年　由利島付近の海域のイワシ漁をめぐり紀州（和歌山）、岩城（岩城島）、瀬戸（音戸、広島県）からも入漁していたため争いに発展し、長師（中島本島）の杉野、二神の源三郎、音戸の加藤太兵衛の3人によりイワシの値段を取り決めることとなった。[1]

明治以降
- 明治12年　松島学校開設
- 明治36年　漁協設立
- 昭和17年　木炭による自家発電導入
- 昭和32年　海底ケーブルによる受電始まる

## 社会

### 行政区画
1889年（明治22年）、町村制施行により周囲の島々とともに風早郡（1897年より温泉郡）神和村に属していたが1959年（昭和34年）に合併により温泉郡中島町となり、のちに2005年（平成17年）に松山市に編入され、現在に至る。

### 地域・集落
集落は専ら、島の北東岸の船着き場付近に集中している。小学校はやや東に離れた位置にあった（休校）。南岸は切り立った崖が続くため、怒和島や津和地島のように南岸に集落が形成されなかった。
公共（的）施設
- 簡易郵便局

### 人口
- 2010年（平成22年）　世帯数98、人口 166人（国勢調査）
- 2020年（令和2年）　世帯数61、人口　85人（男44、女41）（国勢調査）

近傍の小島同様、極端に高齢化が進んでいる。2013年現在、島内に12歳未満の子供はいない。

### 学校
- 小学校は1校。松山市立二神小学校　-　2009年（平成21年）4月から休校中。2007年度（平成19年度）の児童3名であった。

2008年（平成20年）10月　児童が「二神島－歴史と芸術の島－」と題するリーフレットを作成
- 中学校はなし。

## 産業
- かんきつ栽培（かんきつ農業）、水産業（タコ等）　特に、釣島などとともに、たこつぼ漁で知られ、漁港にはつぼが山積となっており、特徴的な漁港景観を形成している。

## 交通
- 二神港が唯一の島外との交通手段。

中島汽船の、松山港（高浜港）からの西線の高速艇、カーフェリーが発着。

## その他
- 漁業を中心として他の島しょから離れていたがゆえに、近代化されていない生活が色濃く残っていたことから、1972年に『ナショナルジオグラフィック』誌で大きく取り上げられた。[5]
- 日本テレビ『進ぬ!電波少年』の企画「電波少年的無人島脱出」で、挑戦者のRマニアの2人が生活した無人島は近隣の由利島であり、イカダを作って脱出し辿り着いた先が二神島である。

## 関連図書
- 角川日本地名大辞典編纂委員会編『角川日本地名大辞典38 愛媛県』角川書店、1981年、566頁、912頁